# Karl XII:s gunghäst
Karl XII:s gunghäst är en gunghäst i barockstil från 1600-talet.
Karl XII:s gunghäst finns i dag på Kulturen i Lund. Den är skuren i trä, gråmålad och mycket naturtrogen. Den är stor som en liten ponny och finns dokumenterad som inventarium på Karlbergs slott från omkring 1690. Om den gungats av Karl XII är inte belagt.
Gunghästen avbildar en hingst i ett lätt språng, en courbette som är utgångspunkt för galopp på stället, med bakhovarna i marken. Skulpturen är stödd av en trädstam under bröstet.
Gunghästen såldes på en auktion i samband med att Karlbergs slott blev krigsskola 1792 och inropades av Jacob Gustaf De la Gardie (1768-1842) på Löberöds slott. Den gavs senare av dennes brorson Axel De la Gardie till Hamiltonhouse (död 1879) till sin systers sonson Otto Malte Ramel (född 1872), vilken donerade gunghästen till Kulturen 1902.